# Bilancio d'esercizio
Il bilancio d'esercizio (o foglio di bilancio dall'inglese balance sheet), in economia aziendale, è l'insieme dei documenti contabili e report finanziari che un'impresa deve redigere periodicamente, ai sensi di legge, allo scopo di perseguire il principio di verità ed accertare in modo chiaro, veritiero e corretto la propria situazione patrimoniale e finanziaria (e.g. asset, cash flow...) al termine del periodo amministrativo di riferimento, nonché il risultato economico dell'esercizio stesso. Ogni paese ha i propri standard contabili, ma esistono alcuni standard contabili internazionali (e.g. International Financial Reporting Standards IFRS). Le società per azioni che si quotano in mercati regolamentati devono produrre altresì un bilancio trimestrale che deve essere sottoposto a un'agenzia di audit per prevenire le frodi contabili.
Il bilancio negativo di solito si collega al colore rosso, mentre quello positivo al verde o bianco.

## In Italia
Il bilancio d'esercizio è il documento che rappresenta la situazione patrimoniale e finanziaria dell'azienda al termine del periodo amministrativo e il risultato economico d'esercizio.
Per giungere alla sua determinazione bisogna rispettare alcune fasi:
1. redazione dell'inventario d'esercizio;
2. registrazione delle scritture di assestamento;
3. determinazione del saldo dei conti;
4. redazione della situazione contabile;
5. chiusura dei conti nel conto economico di fine anno e nello stato patrimoniale.

I documenti che devono essere redatti, nell'ordinamento italiano (e dunque nello standard italiano), sono:
1. lo stato patrimoniale
2. il conto economico
3. la nota integrativa
4. il rendiconto finanziario (dal 15 agosto 2015)[1]

Un altro documento giudicato di complemento è la relazione sulla gestione.
La redazione del bilancio ha due obiettivi: rispondere agli obblighi contabili e fiscali previsti dal codice civile e mettere a disposizione di operatori esterni ed interni all'impresa (fornitori, creditori, risparmiatori, analisti finanziari, Stato, soci, dipendenti) informazioni sull'andamento dell'impresa. Il bilancio può essere assoggettato o meno a revisione contabile.
La disciplina del bilancio è contenuta agli artt. 2423-2435 ter del codice civile.
Le norme in materia di bilancio (all'art. 2428 c.c.) prevedono che lo stesso sia corredato da una relazione degli amministratori sulla situazione della società e sull'andamento della gestione, nel suo complesso e nei vari settori in cui ha operato, anche attraverso imprese controllate, con particolare riguardo ai costi, ai ricavi e agli investimenti.
Anche se non è parte integrante del bilancio, la relazione sulla gestione assolve a una funzione descrittiva ed esplicativa e completa le informazioni desunte dallo stato patrimoniale (SP), dal conto economico (CE), dalla nota integrativa (NI) e dal rendiconto finanziario (RF).
Le sue funzioni sono di illustrare la situazione complessiva dell'azienda (scenario economico, competitivo e ambientale in cui opera e con il quale interagisce; compatibilità e coerenza dei programmi di gestione con il contesto esterno) e l'andamento della gestione, sia passata che in corso, nel suo insieme e nei vari settori in cui l'azienda ha operato; nonché di illustrare l'andamento della redditività, gli aspetti finanziari e la loro influenza sulla formazione del risultato economico dell'azienda, con riferimento alle situazioni patrimoniali e finanziarie già determinatesi ma anche in relazione alle previsioni relative all'evoluzione della gestione (analisi dei dati che riguardano i costi, i ricavi e gli investimenti).
Un compito degli amministratori è, infatti, di delineare nella relazione sulla gestione le prospettive di sviluppo della gestione sulla base dei valori di bilancio e attraverso piani e programmi di medio-lungo e breve periodo.
In particolare, la relazione sulla gestione deve contenere un'analisi fedele, equilibrata ed esauriente della situazione della società e dell'andamento e del risultato della gestione, con particolare riguardo ai costi, ai ricavi e agli investimenti, nonché una descrizione dei principali rischi e incertezze cui la società è esposta. Deve inoltre contenere indicazioni circa le attività d'investimento in ricerca e sviluppo delle società; i rapporti con imprese collegate, controllate e controllanti; il numero e il valore nominale delle azioni proprie, incluse quelle alienate nel corso dell'esercizio; i fatti di rilievo avvenuti dopo la data di chiusura del bilancio; l'evoluzione prevedibile della gestione.
Quindi, il bilancio d'esercizio non è soltanto un insieme di documenti da redigere secondo gli obblighi di legge, ma è la fonte principale d'informazione dei dati economici, patrimoniali e finanziari dell'impresa per tutte le classi di portatori di interesse nei suoi confronti (stakeholders): creditori, dipendenti, clienti e fornitori, organi statali di controllo, fisco, pubblica amministrazione; soggetto economico e/o management; azionisti di maggioranza e di minoranza.
È lo strumento fondamentale d'informazione per i terzi e per i soci al fine di giudicare (almeno in prima approssimazione) la convenienza a mantenere il legame con l'azienda.
Nell'ottica di una maggiore trasparenza, i documenti di bilancio sono pubblici: gli stessi devono essere depositati presso la Camera di commercio competente per territorio che li archivia e li mette a disposizione di chiunque ne faccia richiesta, sia in forma cartacea che informatica.
È anche un utile strumento di controllo di gestione per impostare, attraverso opportune comparazioni ed analisi, un giudizio d'insieme sull'andamento della gestione svolta.
Durante l'esercizio tutte le operazioni di gestione vengono contabilizzate mediante scritture in partita doppia, i cui valori confluiscono negli appositi conti.
Le operazioni vanno registrate nel libro giornale.
I sottoconti vanno inseriti nel piano dei conti, che a sua volta può essere suddiviso in diversi livelli di aggregazione/classificazione, ad esempio i sottoconti possono essere raggruppati sotto conti detti "di mastro"; potendo arrivare sino a una struttura a 4 livelli: Gruppi, Mastri, Conti, Sottoconti.
Nel bilancio confluiranno tutti i saldi di ciascun conto dopo aver effettuato un apposito inventario e le rettifiche di valore.
Al termine del periodo amministrativo occorre redigere il bilancio di esercizio per evidenziare la composizione del capitale d'impresa; determinare il reddito prodotto dalla gestione.

### Principi di redazione
I principi di redazione fissati dal codice civile (art 2423 bis del c.c.) sono:
- continuità;
- prudenza;
- competenza;
- separazione;
- costanza;
- prevalenza della sostanza sulla forma.

Continuità
Tutte le valutazioni devono essere effettuate con il presupposto del funzionamento aziendale, nella prospettiva che l'azienda continui nel tempo la sua attività nonché tenendo conto della funzione economica dell'elemento dell'attivo o del passivo considerato. Tutto questo significa che le valutazioni non devono essere effettuate come se si volesse liquidare il patrimonio vendendo tutti i beni, e pagando tutti i debiti, ma tenendo presente le evoluzioni future cui parteciperanno i beni oggetto di valutazione.
Prudenza
Nella determinazione del reddito:
- contabilizzare le perdite e gli oneri anche se incerti e solo presunti.
- contabilizzare componenti positivi solo se effettivamente realizzati alla chiusura dell'esercizio
- non contabilizzare utili derivanti da incrementi patrimoniali che non siano certi e durevoli
- si deve tener conto dei rischi e delle perdite di competenza anche se conosciuti dopo la chiusura dell'esercizio

Competenza Economica
Riporta al concetto aziendale conosciuto: si deve tener conto degli oneri e dei ricavi, indipendentemente dal pagamento e dall'incasso, solamente se imputabili economicamente all'esercizio; i costi di competenza sono quelli maturati nell'esercizio relativi a beni e servizi utilizzati nel periodo considerato; i ricavi si considerano di competenza quando sono maturati nell'esercizio e hanno avuto il correlativo costo.
Separazione
Affinché l'informazione fornita dal bilancio sia corretta occorre che, se in una voce di bilancio sono compresi elementi eterogenei, questi vengano valutati separatamente gli uni dagli altri e non compensati.
Costanza
Per limitare la possibilità di manovra, (cambiare di anno in anno a seconda della convenienza, i criteri di valutazione) di coloro che redigono il bilancio e per consentire la comparabilità dei bilanci nel tempo e fra aziende dello stesso settore, non è consentito, se non in casi eccezionali, di modificare i criteri di valutazione.
Prevalenza della sostanza sulla forma
Introdotto con D. Lgs. n.6/2003 e diffuso nei principi contabili nei Paesi di diritto anglosassone (substance over form), afferma che la valutazione delle voci nelle quali registrare le operazioni è determinata dalla loro funzione economica: se il rapporto tra le parti si svolge nel rispetto del contratto sottoscritto ma in modo da realizzare un altro tipo di contratto sotteso (eventualmente in presenza di altri contratti che valutati tutti assieme equivalgono ai flussi finanziari di un'operazione differente), la contabilizzazione è determinata da quest'ultimo.

## Struttura del bilancio

### Lo stato patrimoniale
Lo stato patrimoniale è il documento che definisce la situazione patrimoniale di una società in un determinato momento.
Lo stato patrimoniale è costituito da sezioni contrapposte: a sinistra vi è l'attivo e a destra il passivo.
Nell'attivo vengono inserite le attività o investimenti, nel passivo le fonti di finanziamento, ossia le passività e il capitale netto.
Fra le attività o investimenti possono essere presenti:
- liquidità immediate;
- liquidità differite;
- rimanenze (che possono essere riassunte con la voce attività correnti o attivo circolante);
- immobilizzazioni tecniche (materiali e immateriali);
- immobilizzazioni finanziarie, che possono essere riassunte nella voce attività fisse (o attivo immobilizzato).

Fra le fonti di finanziamento possono essere presenti:
- passività a breve scadenza;
- passività a media e lunga scadenza (che rappresentano le fonti esterne);
- capitale sociale;
- riserve di utili, che rappresentano le fonti interne.

### Il conto economico generale
Il conto economico è il documento del bilancio che contiene i ricavi e i costi di competenza dell'esercizio, i costi vengono accolti rigorosamente in avere del conto economico ,mentre i ricavi vengono accolti in dare. (in base al d.Lgs. n344/2021) redatto in maniera a scalare e classificato in base alla natura delle voci. Nota fondamentale i beni strumentali bensì rientrino nelle attivià dello stato patrimoniale sono un effettivo costo dell'azienda da rilevare nel conto economico per l'intero importo del bene acquistato nella sezione dare, come redatto da Capo IV/ art. 178 del TUIR.
Precedente ai bilanci che partono dalla data del 1º gennaio 2016 era prevista anche la sezione Proventi e Oneri Straordinari, sezione eliminata in base al d.Lgs. n. 139 del 2015-

### Nota integrativa
Documento che illustra le decisioni prese dagli amministratori dell'impresa nel redigere il bilancio,
in modo da favorirne l'intelligibilità, spiegando dettagliatamente le voci inserite nello stato patrimoniale e nel conto economico.
La nota integrativa svolge quindi:
- Una funzione descrittiva di voci iscritte nei documenti contabili del bilancio
- Una funzione esplicativa delle decisioni assunte in sede di valutazioni
- Una funzione informativa e integrativa per quei dati che per la loro natura qualitativa o extracontabile non fanno parte dello stato patrimoniale e del Conto economico.

Le società che redigono il bilancio in forma abbreviata secondo l'art. 2435-bis, possono omettere alcune voci come indicato nell'art. 2435-bis comma 3.
Abbiamo una suddivisione tra Contenuto Obbligatorio e Contenuto Omissibile.

### Rendiconto Finanziario
Con il decreto legislativo 18 agosto 2015 n. 139 di riforma del bilancio è stato introdotto al comma 1 dell'articolo 2423 del codice civile tra i libri obbligatori il rendiconto finanziario, uno strumento che ha lo scopo principale di visualizzare l'ammontare e la composizione delle disponibilità liquide, all'inizio e alla fine dell'esercizio, ed i flussi finanziari derivanti dall'attività operativa, da quella di investimento, da quella di finanziamento, ivi comprese, con autonoma indicazione, le operazioni con i soci, secondo quanto riportato dal nuovo articolo 2425-ter del codice civile introdotto dallo stesso D.Lgs. 139/2015.

## Principi italiani e internazionali
La forma del bilancio suindicata è quella richiesta dai principi nazionali contenuti nel Codice civile italiano e utilizzata dalla grande maggioranza delle società italiane.

L'Unione europea, con il regolamento n. 1606 del 2002, ha introdotto l'obbligo di utilizzare i principi contabili internazionali, noti come IFRS (International Financial Reporting Standards), evoluzione degli standard IAS (International Accounting Standards), con i quali tuttora coesistono, tanto che gli standard effettivamente in uso sono denominati IAS/IFRS.
Tale obbligo è entrato in vigore con i bilanci chiusi o in corso al 31 dicembre 2005 per i bilanci delle banche, delle società di assicurazione, delle società finanziarie e per i bilanci consolidati di tutte le società per azioni quotate in Borsa. L'obbligo si è esteso anche ai bilanci d'esercizio delle società quotate con i bilanci chiusi o in corso al 31 dicembre 2006.
L'intento dell'introduzione dell'obbligo di utilizzare gli IAS/IFRS è quello di rendere più facilmente confrontabili i bilanci delle società, anche di paesi diversi, che utilizzano questi principi, prima difficilmente comparabili, data la presenza in quasi ogni Paese di propri principi nazionali.
La Direttiva 2013/34/CE modifica le norme sui bilanci di esercizio e consolidati, abrogando la 78/660/CEE e la 83/349/CEE. Vengono introdotti:
- obbligo di revisione contabile dei bilanci di esercizio e consolidati per le imprese medio-grandi; obbligo di pubblicare una relazione di gestione (art. 19) con indicazione dei pagamenti superiori a 100.000 euro, anche frazionati, succursali dell'impresa, gestione e copertura dei rischi, utile e patrimonio delle società collegate o controllate anche per interposta persona; un regime di informativa limitato per le piccole imprese con l'obbligo di deposito del bilancio presso un'autorità pubblica, in alternativa a quello di pubblicazione e diffusione;
- possibilità per gli Stati membri di consentire la compensazioni tra voci dell'attivo e passivo di stato patrimoniale, purché indicate al lordo in nota integrativa; la valutazione degli strumenti finanziari al valore netto, anche derivati; la valutazione delle immobilizzazioni con riserva di rivalutazione (non distribuibile) per ricalcolo ai valori correnti di mercato, alternativa al metodo "tradizionale" di valutazione al costo storico di acquisto con ammortamento; la valorizzazione delle partecipazioni col metodo del patrimonio netto; per ogni posta contabile l'indicazione del valore dell'esercizio precedente; l'indicazione in stato patrimoniale della destinazione dell'utile o del trattamento della perdita; il divieto di ammortamento dei costi di ricerca e sviluppo, se sono distribuiti utili mentre le riserve non sono pari all'ammortamento residuo; l'ammortamento entro un massimo di 5 anni dei costi di impianto e ampliamento (art. 12); retribuzione (art. 17) del Consiglio di Amministrazione, organi di direzione e controllo, e costo del personale dettagliato per voce e categorie (operai, impiegati, quadri, dirigenti).